# Fliegendreck-Schraubenschnecke
Die Fliegendreck-Schraubenschnecke (Oxymeris areolata, häufige Synonyme: Subula areolata, Terebra areolata, Terebra muscaria, Acus areolatus) ist eine Schnecke aus der Familie der Schraubenschnecken (Gattung Oxymeris), die im westlichen Pazifischen Ozean verbreitet ist. Sie frisst Eichelwürmer, die sie – anders als die meisten Conoidea – ohne Gift überwältigt.

## Merkmale
Oxymeris areolata trägt ein großes, spitz zulaufendes Schneckenhaus mit etwa 20 bis 21 gerundeten Umgängen und einer ovalen, bis zu 11 mm langen Gehäusemündung, das bei ausgewachsenen Schnecken etwa 7 bis 12 cm Länge und 10 bis 11 mm Breite erreicht, gelegentlich aber auch bis zu 18 cm lang wird. Die frühen Umgänge haben vertikale Rippen, die bei den späteren Umgängen hinfällig werden. Die Spindel ist gerade mit einer kräftigen Fasciole und einer Rippe. Die obere Hälfte der äußeren Lippe der Gehäusemündung ist gewinkelt. Abgesehen von Zuwachsstreifen ist die Oberfläche des Gehäuses glatt. Eine spiralig verlaufende Rille unterteilt die Umgänge in ein kleineres oberes Drittel und untere zwei Drittel. Die Schale ist glänzend kremfarben oder blass gelblich-braun gefärbt mit auf den Umgängen des Gewindes drei und auf dem Körperumgang vier spiralig verlaufenden Reihen schwärzlich-brauner quadratischer Flecken, wobei die Flecken direkt oberhalb der Naht größer sind als die übrigen Flecken. 

## Verbreitung und Lebensraum
Oxymeris areolata ist im Indopazifik vom Roten Meer und der Küste Ostafrikas und Südafrikas bei Durban über Madagaskar, die Andamanen, Lakshadweep bis nach Japan, Hawaii, ins östliche Polynesien und Australien (Queensland) verbreitet. Sie lebt von den tieferen Bereichen der Gezeitenzone bis in Meerestiefen von etwa 20 m auf sandigen Untergründen.

## Entwicklungszyklus
Wie alle Schraubenschnecken ist Oxymeris areolata getrenntgeschlechtlich, und das Männchen begattet das Weibchen mit seinem Penis. Die Veliger-Larven schwimmen frei, bevor sie niedersinken und zu kriechenden Schnecken metamorphosieren.

## Ernährung
Oxymeris areolata besitzt keinen Giftapparat und verschluckt deshalb noch lebende Beute, die sie mit ihrer Pseudoproboscis einsaugt. Sie ist eine spezialisierte Raubschnecke und frisst sandbewohnende Eichelwürmer.

## Bedeutung für den Menschen
Oxymeris areolata wird insbesondere wegen ihrer Schale gesammelt.